# Condado de Sargent
O Condado de Sargent é um dos 53 condados do Estado americano da Dakota do Norte. A sede do condado é Forman, e sua maior cidade é Forman. O condado possui uma área de 2 246 km² (dos quais 22 km² estão cobertos por água), uma população de 4 366 habitantes, e uma densidade populacional de 2 hab/km² (segundo o censo nacional de 2000).